# Dihydralazine
La dihydralazine est un relaxant du muscle lisse, très semblable à l'hydralazine, de la classe des hydrazinophtalazines (en) utilisé pour traiter l'hypertension artérielle en agissant comme vasodilatateur. En relâchant les muscles lisses vasculaires, les vasodilatateurs font décroître la résistance périphérique, ce qui fait également décroître la pression artérielle ainsi que la post-charge. Ceci n'a cependant qu'un effet limité dans le temps sur la pression artérielle car l'organisme rétablit une pression artérielle élevée, nécessaire à la natriurèse. L'effet à long terme des hypertenseurs provient de leur action sur la courbe de natriurèse de pression.
Elle est utilisée en première intention par injection intraveineuse dans les cas de pré-éclampsie sévère.
Les effets secondaires sont semblables à ceux observés avec l'hydralazine, tels que tachycardie réflexe, œdème, ou encore lupus érythémateux disséminé.